# Andreas Matthä

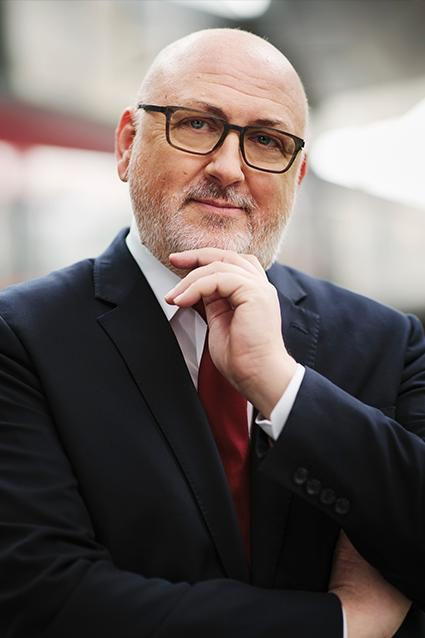
Andreas Matthä (2019)

Andreas Matthä (* 20. September 1962 in Villach) ist ein österreichischer Manager. Er ist seit 24. Mai 2016 Vorstandsvorsitzender der ÖBB-Holding AG.

## Leben

### Ausbildung
Andreas Matthä besuchte ab 1976 die Abteilung Tiefbau der Höheren technischen Bundeslehr- und Versuchsanstalt Wien I, wo er 1982 maturierte und später die Standesbezeichnung Ingenieur verliehen bekam. Ab 1998 absolvierte er berufsbegleitend den Lehrgang Unternehmensführung an der Fachhochschule Wien der WKW, 2002 graduierte er mit der Diplomarbeit über Mitarbeitergespräch und Mitarbeiterbeurteilung am Beispiel des ÖBB-Geschäftsbereichs Planung und Engineering zum Mag. (FH).

### Berufslaufbahn
Seit 1982 ist Matthä bei den ÖBB beschäftigt, beginnend mit der Bauleitung Wien für Brückenbau und Tiefbau. Ab 1986 war er in der ÖBB Generaldirektion Brückenbau tätig. 2005 wurde er Prokurist und Geschäftsbereichsleiter für Controlling und Finanzen in der ÖBB-Infrastruktur Bau AG, deren Vorstandssprecher er ab 2008 war: Zunächst fungierte er als Ressortvorstand Anlagen, ab 2009 als Ressortvorstand Finanzen, Markt, Service.
Matthä bildete ab 24. Mai 2016 mit Finanzchef Josef Halbmayr den Zweiervorstand der ÖBB. Nach dem Abgang von Christian Kern wurde er vom Aufsichtsrat zunächst zum interimistischen Vorstandsvorsitzenden der ÖBB-Holding AG, mit 4. Juli 2016 endgültig als Kern-Nachfolger bestellt. Seit Juli 2016 ist er zusätzlich Vorsitzender des Aufsichtsrates der ÖBB-Töchter ÖBB-Personenverkehr AG, Rail Cargo Austria AG sowie stellvertretender Vorsitzender der ÖBB-Business Competence Center GmbH. Im Dezember 2020 wurde er vom Aufsichtsrat für eine zweite Funktionsperiode als ÖBB-Vorstandsvorsitzender wiederbestellt, beginnend mit 1. Juli 2021, endend im Jahr 2026 wiederbestellt.
Im CEO-Ranking 2020 von APA-Comm belegte Matthä den ersten Platz der österreichischen Firmenchefs mit der stärksten Medienpräsenz im Zeitraum Juli 2019 bis Juni 2020.

### Sonstige Funktionen
Matthä ist seit 2016 UIC Member of the European Management Committee. 2019 folgte er Peter Klugar als Präsident der Österreichischen Verkehrswissenschaftlichen Gesellschaft (ÖVG) nach.
Er war von 2017 bis 2020 stellvertretender Vorsitzender des Management Committee der Gemeinschaft europäischer Bahnen und Infrastrukturunternehmen (CER). Nach dem Rücktritt von Crister Fritzson (Vorsitzender des schwedischen Verbands der Zugbetreiber (ASTOC) und CEO und Präsident von SJ) wurde Matthä mit Wirkung zum 20. Jänner 2020 zum amtierenden Vorsitzenden (Präsident) ernannt und bei der CER-Generalversammlung am 19. Februar 2020 für eine Amtszeit von zwei Jahren bestätigt. 2023 wurde er als Präsident des CER für eine dritte zweijährige Amtszeit (2024/25) bestätigt.

### Eingestellte Plagiatsvorwürfe
2023 erhob Stefan Weber Vorwürfe, dass Matthä an 60 Stellen in seiner Magisterarbeit plagiiert hätte und unterstellte ihm Täuschungsabsicht. Er warf Matthä vor, dass es sich bei der Arbeit „um einen schweren Bruch mit der akademischen Integrität“ handeln würde und sie „zu wesentlichen Teilen aus zum Teil absatz- bis seitenlangen Textplagiaten“ handeln würde. Matthä bat daraufhin die Fachhochschule Wien um eine Prüfung seiner Arbeit.
Die Fachhochschule hat die Diplomarbeit überprüft und das Plagiatsverfahren im September 2024 eingestellt. So habe die Prüfung ergeben, dass zwar „an vereinzelten Stellen Zitate fehlen oder nicht korrekt zitiert wurde“, es sei jedoch nur ein unwesentlicher Teil der Arbeit betroffen. Demnach gab es auch keine Grundlage Andreas Matthä den akademischen Titel Grad Mag. (FH) abzuerkennen.

### Privates
Andreas Matthä ist nach eigenen Angaben Mitglied der SPÖ, sei aber nicht politisch aktiv. Er ist verheiratet und ist Vater einer Tochter.

## Auszeichnungen und Nominierungen
- 2019: Verleihung des Berufstitels Kommerzialrat[24]
- 2021: Nachhaltiger Gestalter des Wirtschaftsmagazins Businessart (hrsg. vom Lebensart Verlag)[25]
- 2024: Nominierung zum Logistik-Manager 2024 vom Fachbeirat der Internationalen Wochenzeitung Verkehr[26]